# Torneo de Kitzbühel 2009
El Torneo de Kitzbühel es un evento de tenis que se disputa en Kitzbühel, Austria,  se juega entre el 18 y 24 de mayo de 2009 haciendo parte de un torneo de la serie 250 de la ATP.

## Campeones
- Individuales masculinos:  Guillermo García-López derrota a   Julien Benneteau, 3–6, 7–6(1), 6–3

- Dobles masculinos:  Marcelo Melo /  André Sá derrotan a  Andrei Pavel /  Horia Tecău, 6–7(9), 6–2, 10–7.